# Psynina
Psynina (* März 1979; bürgerlicher Name: Nina K. Fox) ist eine deutsche Goa-DJ. Ihr Stil ist geprägt von düster wirkenden Bassschlägen, hinter die zart wirkende Töne oder Tonfolgen gelegt werden.

## Zur Person
Psynina sammelte erste Erfahrungen mit elektronischer Musik im Alter von 18 Jahren auf House-Partys und Technoevents. Durch Zufall lernte sie das Genre Psytrance kennen. Seitdem interessierte sie sich für diese Musik und besuchte zahlreiche Partys und Festivals. Nach mehreren Jahren begann sie mit Tunes und Remixes zu experimentieren. In dieser Zeit knüpfte sie auch Kontakte zu Produzenten und Künstlern aus der Szene. Die Hinweise und Tipps derer änderten Nichts an ihrer eigenen Art, Samples und Sounds zu arrangieren, zu platzieren und darzustellen. Sie schien stets ein Gespür dafür zu haben, was ein Track braucht und was nicht. Dadurch entwickelte sich ihr unverkennbarer Stil.

## Musik
Mit dem Track „Stop That Killing“ machte sie im Januar 2005 auf sich aufmerksam. Sie produzierte viele weitere Tracks und in jedem einzelnen ist ihr Stil deutlich erkennbar. Sie wurde schnell in der Untergrundszene bekannt und ihr Stil ist nicht vergleichbar mit anderen Goakünstlern.

### Diskografie
- Mai 2007: Unleashed Silence (LP)
- 22. Mai 2008: Sexy Secret (LP)
- Mai 2009: Nectar Spice
- Mai 2009: Silence
- Juli 2009: Galaxy
- Dezember 2009: Stream
- Dezember 2009: Origins